# Ancistrocarya japonica
Ancistrocarya es un género monotípico de plantas con flores perteneciente a la familia Boraginaceae. Su única especie: Ancistrocarya japonica, es originaria de Asia.

## Taxonomía
Ancistrocarya japonica fue descrita por Carl Johann Maximowicz  y publicado en Bulletin de l'Academie Imperiale des Sciences de St-Petersbourg III, 17: 444. 1872.